# Kingstown
Kingstown je glavni grad i glavna luka države Sveti Vincent i Grenadini. Smješten je na najvećem državnom otoku sv. Vincentu. S 25.500 stanovnika (prema popisu iz 2005.) najveći je grad države te središte poljoprivrede i turizma. U Kingstownu su smješteni ured premijera, guvernera, sjedište suda za Istočne Karibe te gotovo sva ministarstava. Prvi koji su na mjestu današnjeg Kingstowna osnovali naselje bili su Francuzi 1722. godine.
Botanički vrt u Kingstownu najstariji je na zapadnoj hemisferi, a datira iz 1765. godine.
Kingstown je poznat i po tome što je u njemu snimljena većina filma Pirati s Kariba. Nosi nadimak Grad lukova.

## Vanjske poveznice
- Mjesna povijest  Arhivirana inačica izvorne stranice od 24. travnja 2008. (Wayback Machine)